# Эрнандес, Хосе (футболист, 1997)
Хосе Сантьяго Эрнандес Гарсия (исп. José Santiago Hernández García; род. 1 мая 1997, Гвадалахара) — мексиканский футболист, вратарь клуба «Атлас».

## Клубная карьера
Эрнандес — воспитанник клуба «Атлас». 21 января 2016 года в поединке Кубка Мексики против «Атлетико Сакатепек» Хосе дебютировал за основной состав. 31 марта 2018 года в матче против «Сантос Лагуна» он дебютировал в мексиканской Примере.

## Международная карьера
В 2017 году Эрнандес в составе молодёжной сборной Мексики принял участие в молодёжном чемпионате Северной Америки в Коста-Рике. На турнире он сыграл в матчах против команд США, Сальвадора и Гондураса.
В 2019 году в составе олимпийской сборной Мексики Эрнандес принял участие в Панамериканских играх в Перу. На турнире он сыграл в матчах против команд Панамы, Аргентины, Эквадора и Гондураса.